# Schedonnardus paniculatus
Schedonnardus paniculatus là một loài thực vật có hoa trong họ Hòa thảo. Loài này được (Nutt.) Trel. miêu tả khoa học đầu tiên năm 1888 ubl.1891.

## Hình ảnh

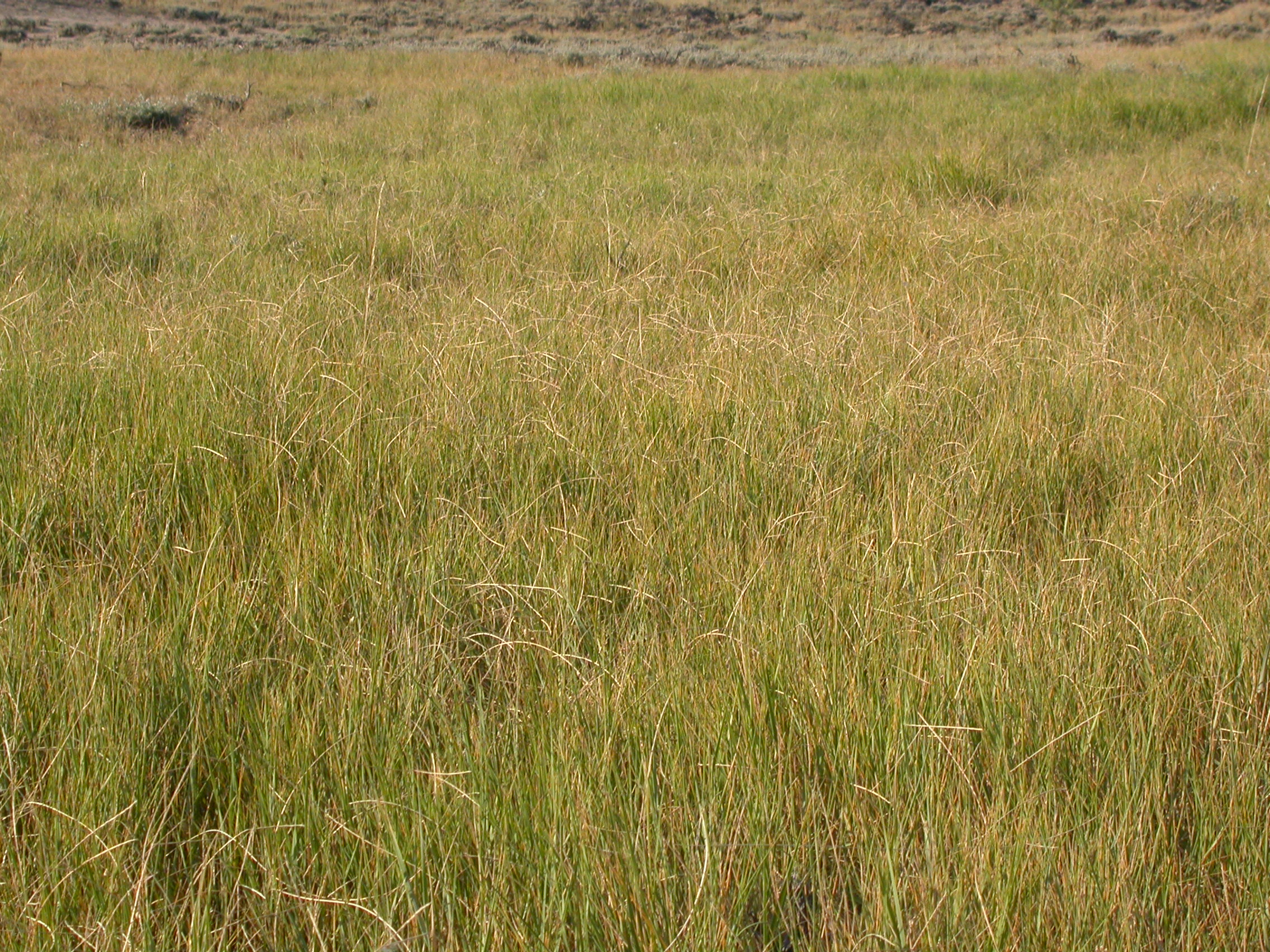
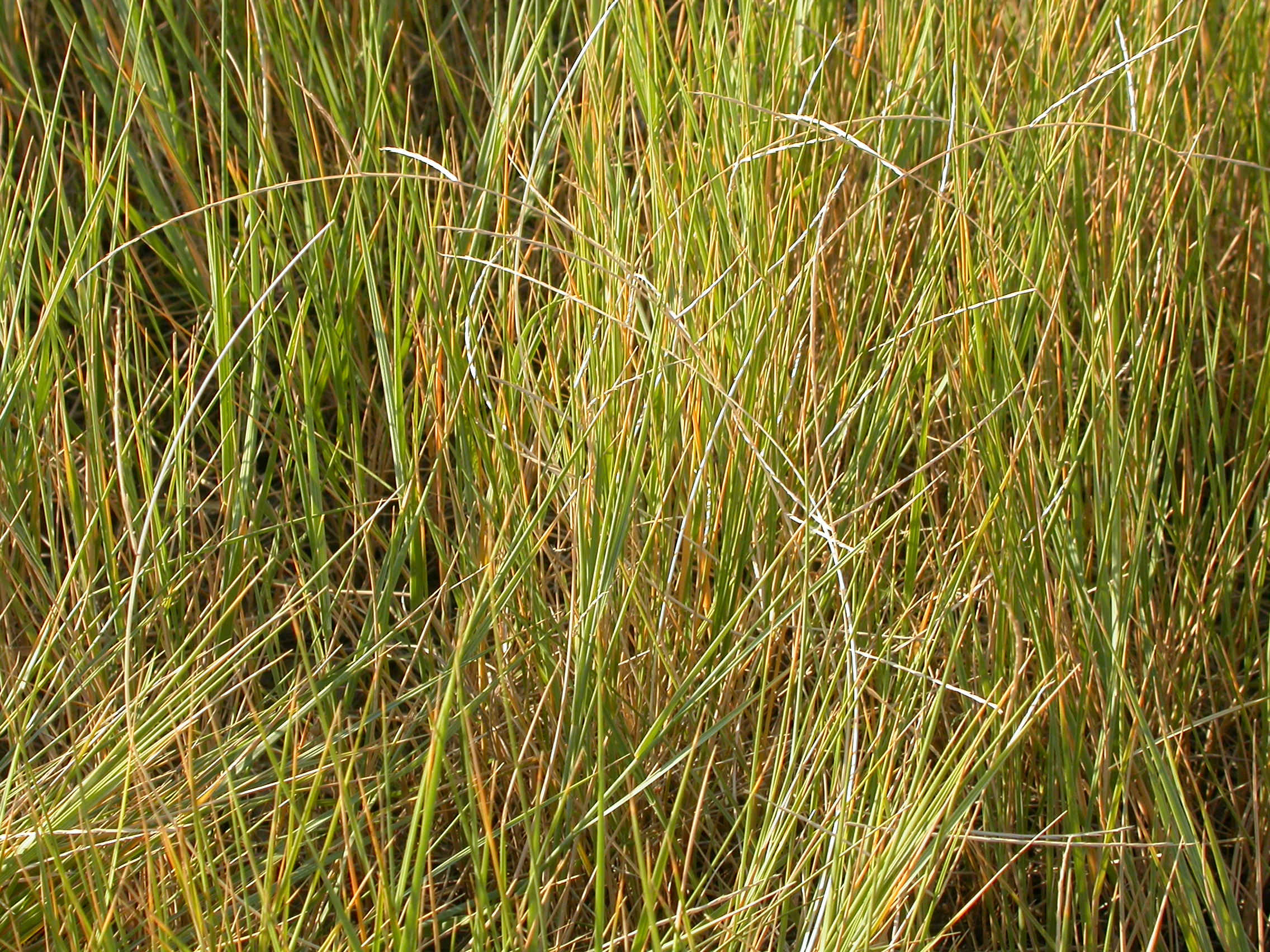
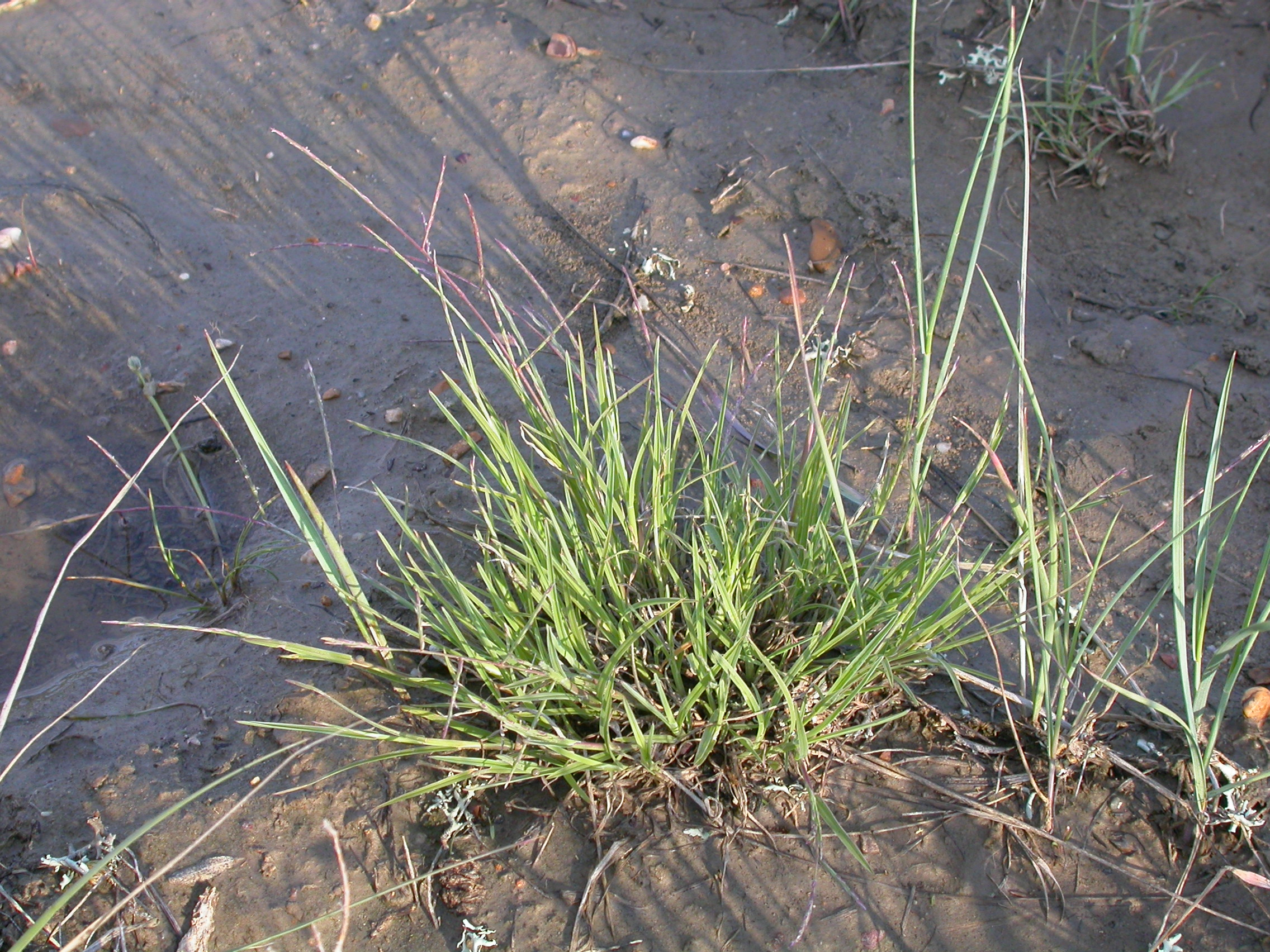
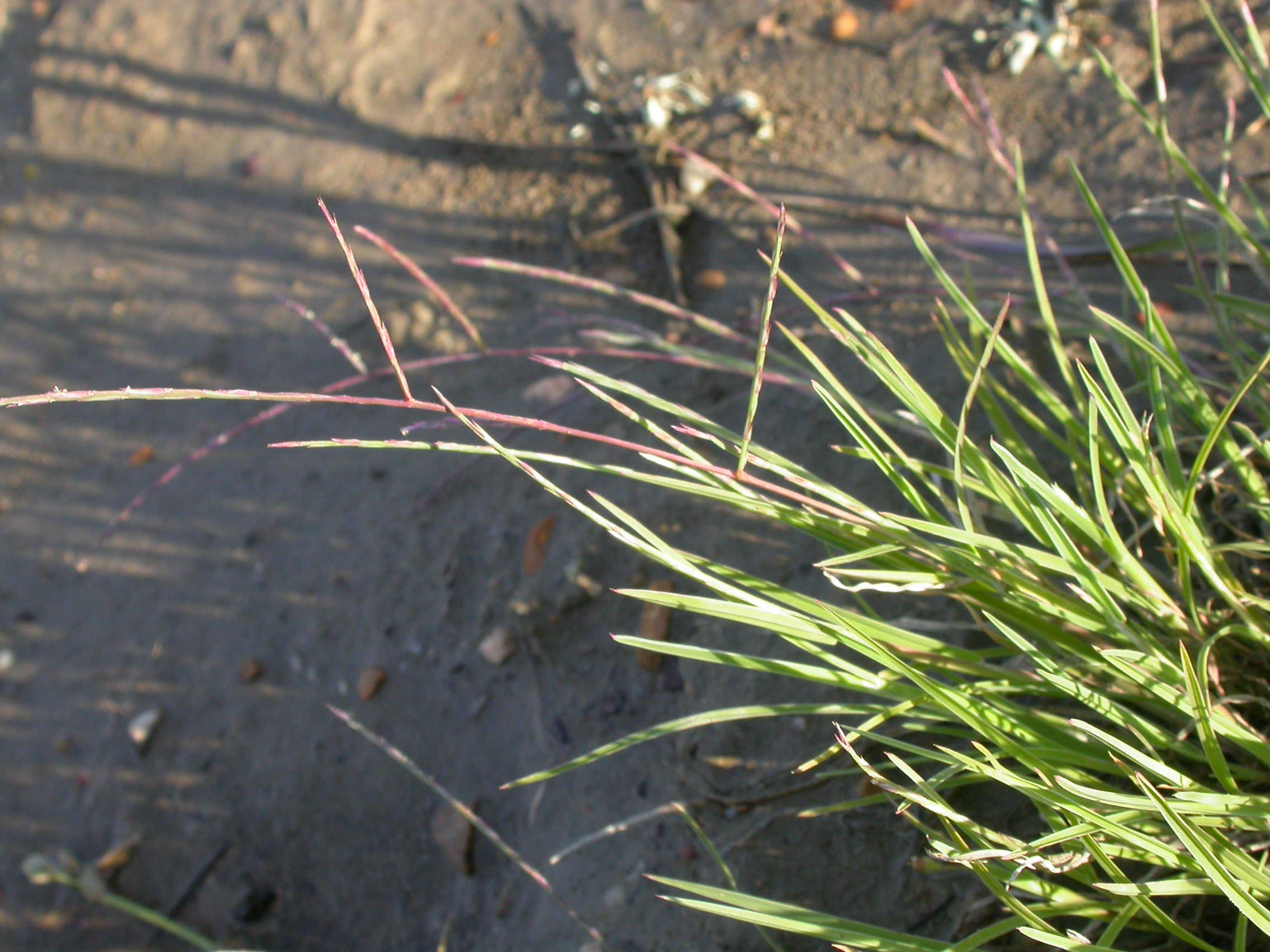